# Genealogie (Philosophie)
Genealogie (von altgriechisch γενεαλογία genealogía „Geschlechtsregister, Stammbaum“; zurückgehend auf γενεά geneá „Geburt, Abstammung, Sippschaft, Familie“ und λόγος lógos „Lehre“) in der Philosophie beschreibt eine kritisch-historische Methode, mithilfe der das gemeinhin als selbstverständlich wahrgenommene Erscheinen von Wahrheits- und Wissensphänomenen in der Moderne als geschichtlich konstruiert untersucht wird. Sie zielt darauf, Gegenwart zu „deplausibilisieren“ und damit die mit der Moderne einhergehende Kontingenz aufzuzeigen. Dabei sollen „vergrabene“ Bedingungen und Machtinstrumente freigelegt werden, um Wahrheit ihrer Selbstverständlichkeit zu berauben.

## Begriffsklärung
Der Name leitet sich übertragend aus der Art der Recherche ab, die der jener Genealogen ähnelt, welche akribisch in Archiven ihrer Familiengeschichte nachspüren, und wurde durch Friedrich Nietzsche in seiner Genealogie der Moral in diesem Sinne gar im Titel verwendet. Bedeutend weitergeführt hat die Genealogie Michel Foucault.
Die Metapher beflügelt sich dadurch, dass sowohl die Ahnenforschung als auch die Genealogie im neuen, Foucault’schen Sinn zum Gegenstand haben, dass kein Ursprung ausgemacht werden kann, sondern vielmehr ein immer komplexeres und sich verzweigendes System letztendlich zur Auflösung des Ichs führt. Beiden geht es dabei statt der Suche nach einer Wahrheit um eine Nachzeichnung von Um- und Irrwegen, von Verläufen und Entwicklungen, von parallelen Narrativen und Historiografien.
„Herkunft“ ist so also auch körperlich zu begreifen und zu beschreiben, wobei die Vergangenheit und ihre Fakten den Leib bilden, der nun von der Geschichte bearbeitet wird und Konflikte austrägt. Diese scheinbare somatische Einheit bereitet auch den Schauplatz für die Auflösung des Ichs.

## Genealogische Unternehmungen vor Nietzsche
Als erster verband wohl Platon im ersten Buch des Staats Rechtfertigung von und Kritik an Institutionen politischer Art mit der Frage historischer Entwicklung, wobei Platon hier noch von Ursprüngen ausgeht. Im Diskurs über den Ursprung und die Grundlage der Ungleichheit unter den Menschen stellt Rousseau ähnliche philosophische Überlegungen an, die ihn schließlich zu einer historisch verfolgten Kritik frühmoderner sozialer Institutionen führt. Dabei entwickelt er Konzepte um Selbst und Macht, die später für Nietzsche und dann auch für Foucault prägend sein sollen. Weiter anzuführen sind, um eine „Genealogie der Genealogie“ bemüht, möglicherweise am Rande: Simmels und Webers Kultursoziologie, Schelers und Plessners philosophische Anthropologie, die „Urgeschichte der Subjektivität“ in Horkheimers und Adornos Dialektik der Aufklärung, Benjamins Zur Kritik der Gewalt, Hardt und Negris Empire bis hin zu Derridas Grammatologie.

## Genealogie bei Nietzsche
In seiner Genealogie der Moral analysiert Nietzsche die Arbeit der (englischen) Psychologen – speziell am Beispiel von Dr. Paul Rees Untersuchung "der Ursprung der moralischen Empfindungen" (1877) – und schlägt eine historische Philosophie als Gegenstand zur Kritik der modernen Moral vor. Dabei nimmt er an, dass jene durch Machtverhältnisse erst in ihre damalige Form gebracht worden war und legt die Konstruktion derselben offen. Moral als historisch gewachsen zu begreifen impliziert für Nietzsche auch, dass sie sich genauso auch anders konstituieren könne, hätten Machtverhältnisse anders gelegen, und stellt im Umkehrschluss damit deren grundlegende Unanfechtbarkeit infrage. Obgleich die Philosophie Nietzsches zuweilen im Ganzen als Genealogie bezeichnet wird, benutzt Nietzsche selbst diesen Terminus ausschließlich in der Genealogie der Moral, hier sogar prominent im Titel. Dennoch wird deutlich, dass spätere Genealogie als etablierte philosophische Kategorie in der Tat viele der Einsichten Nietzsches teilt. Ideengeschichte, die sich an Nietzsches Arbeiten orientiert, wurde als „ein Bedenken oppositioneller Taktiken“ beschrieben, welche den Konflikt zwischen philosophischen und historischen Narrativen begrüßt statt verdrängt.

## Differenzierung zur Ursprungssuche
Insbesondere Foucault legt später Wert darauf, Nietzsches Genealogie die zugeschriebene Ursprungssuche abzusprechen, wenngleich Nietzsche selbst in seiner Genealogie der Moral den Begriff synonym für Entstehung, Geburt, Herkunft gebraucht, ohne dies genauer zu bestimmen. Genealogie sei demnach selbst bei Nietzsche keine Ursprungssuche. Trennend sei hierbei, dass die Ursprungssuche um einen klar umrissenen Gegenstand bemüht sei, der linear entsteht, während die Genealogie die Wesenlosigkeit und die historisch bedingte Veränderlichkeit von Gegenständen an sich zum Ausgangspunkt hat. So verbleibt eine Genealogie der Moral bei Zufällen und vielschichtigen Entwicklungen, ohne jene mit Wahrheit zu verwechseln, die Geschichte eines Irrtums also, der Wahrheit genannt wird.

## Genealogie bei Foucault
In der zweiten Hälfte des zwanzigsten Jahrhunderts erweiterte Michel Foucault die Methode der Genealogie zu einer Gegengeschichte der Position des Subjekts, welches die Entwicklung von Gesellschaften historisch nachvollzieht. In Die Ordnung des Diskurses sieht Foucault diese Methode untrennbar mit der Kritik verbunden, um die "Formierung des Diskurses" zu erfassen. Seine Genealogie des Subjekts repräsentiert daher „die Konstitution von Wissen, Diskursen, Mengen von Objekten, und so weiter, ohne einen Verweis auf ein Subjekt machen zu müssen, das entweder transzendental in Bezug auf das Feld der Ereignisse ist, oder sich in seiner leeren Gleichheit durch den Verlauf der Geschichte zieht.“
Wie Foucault in seinem Aufsatz Nietzsche, die Genealogie, die Historie (1971) diskutiert, waren seine Ideen zur Genealogie in großen Zügen von Nietzsches Werk über die Entwicklung von Moral durch Machtverhältnisse beeinflusst. Foucault beschreibt Genealogie als eine besondere in jenen Elementen, von welchen „wir üblicherweise fühlen[, dass sie] ohne Geschichte“ seien. Darin bezieht er Gegenstände wie Sexualität oder Strafe ein. Genealogie meint demnach nicht die Suche nach tatsächlichen Ursprüngen und auch nicht die Erzählung linearer Entwicklungen, sondern die Rekonstruktion historischer Machtverhältnisse und Spannungsfelder, unter welchen das in Diskursen gewachsen ist, was gemeinhin als „Wissen“ oder „Wahrheit“ verstanden wird – Kategorien, die dann selbst auch Macht ausüben und verteilen.
Eine der wichtigsten Thesen Foucaults ist, dass mithilfe der genealogischen Untersuchungen „Wahrheit“ insoweit dekonstruiert werden kann, als Letztere aufhört objektiv zu existieren. Stattdessen ist sie zufällig entdeckt, anerkannt durch das Arbeiten von Macht-Wissen-Komplexen oder im Sinne politischer Interessen. Eben aus diesem Grund sind für Foucault alle „Wahrheiten“ zu hinterfragen, da sie unzuverlässig sind. Obschon mit Relativierung und Nihilismus attribuiert, lehnt Foucault eine auf Einheitlichkeit, Linearität und Regularität bedachte Historiografie ab, indem er die Unregelmäßigkeit und Inkonsistenz von Wahrheit bzw. Wissen betont.
Foucault beschreibt die Methode der Genealogie auch als „in etwa [auf dem] Niveau der Archäologie“:
„Von der empirischen Beobachtbarkeit – für uns jetzt – zu seiner historischen Akzeptabilität – in seiner bestimmten Epoche – geht der Weg über eine Analyse des Nexus Macht-Wissen, der die Tatsache seines Akzeptiertseins auf das hin verständlich macht, was es akzeptabel macht – nicht im allgemeinen sondern eben dort, wo es akzeptiert ist: das heißt es in seiner Positivität zu erfassen. Es handelt sich also um ein Verfahren, das sich nicht um die Legitimierung kümmert und das folglich den grundlegenden Gesichtspunkt des Gesetzes eliminiert: es durchläuft den Zyklus der Positivität, indem es vom Faktum der Akzeptiertheit zum System der Akzeptabilität übergeht, welches als Spiel von Macht-Wissen analysiert wird. Das ist in etwa das Niveau der Archäologie.“